# إدوارد أ. بولارد
إدوارد أ. بولارد (بالإنجليزية: Edward A. Pollard)‏ هو مؤرخ وصحفي أمريكي، ولد في 27 فبراير 1832 في مقاطعة نيلسون في الولايات المتحدة، وتوفي في 17 ديسمبر 1872 في لينشبرغ في الولايات المتحدة.